# Coppa Italia 2010-2011 (turni preliminari)

## Primo turno

### Risultati
| Arbitro: | Cifelli (Campobasso) |

|                            |           |           |
| Evacuo 39’ 44’ 50’ 52’ 56’ | Marcatori | 31’ Bedin |

| Arbitro: | Pairetto (Nichelino) |

|                                 |           |                      |
| Fortunato 24’ 35’ Cozzolino 54’ | Marcatori | 66’ (rig.) Vittorini |

| Arbitro: | Lanza (Nichelino) |

|                   |           |  |
| Galabinov 60’ 71’ | Marcatori |  |

| Arbitro: | Manganiello (Pinerolo) |

|                     |           |            |
| Barjie 89’ Tuia 95’ | Marcatori | 1’ Soragna |

| Arbitro: | Bietolini (Firenze) |

|                                   |           |            |
| Noviello 15’ Savi 55’ Nitride 64’ | Marcatori | 9’ Lazzaro |

| Arbitro: | De Faveri (San Donà di Piave) |

|                  |           |                                          |
| Marongiu 76’ 79’ | Marcatori | 10’ Gancitano 13’ Madonia 81’ Montalbano |

| Arbitro: | Rocca (Vibo Valentia) |

|                              |           |             |
| Maritato 62’ Chinellato 107’ | Marcatori | 9’ Bernardi |

| Arbitro: | Intagliata (Siracusa) |

|                                            |                      |                             |
| Musca 47’                                  | Marcatori            | 90’ Carloto                 |
| Maggiolini Olivieri Bernardi De Rose Fiore | Tiri di rigore 4 – 2 | Chadi Carloto Biggi Marasco |

| Arbitro: | Bellutti (Trento) |

|                           |           |             |
| Bianchi 57’ Zanchetta 99’ | Marcatori | 76’ Padella |

| Arbitro: | Vallorani (San Benedetto) |

|                                                   |           |               |
| Falcinelli 60’ Giacomelli 65’ Cavagna 103’ (rig.) | Marcatori | 13’ 42’ Cesca |

| Arbitro: | Ripa (Nocera Inferiore) |

|           |           |  |
| Russo 82’ | Marcatori |  |

| Arbitro: | Ros (Pordenone) |

|                                |           |  |
| Le Noci 15’ (rig.) Ferrari 69’ | Marcatori |  |

| Arbitro: | Brasi (Seregno) |

|                                                 |           |  |
| Cammaroto 5’ Artico 20’ Martini 35’ 45’ 56’ 69’ | Marcatori |  |

| Arbitro: | Soricaro (Barletta) |

|  |           |                         |
|  | Marcatori | 53’ Sandreani 65’ Gomez |

| Arbitro: | Gavillucci (Latina) |

|                                                                            |           |  |
| Grassi 5’ Paulinho 49’ (rig.) Manco 52’ De Giosa 70’ Vaccaro 73’ Erpen 81’ | Marcatori |  |

| Arbitro: | Petroni (Roma 1) |

|                                |           |           |
| Vastola 33’ Improta 58’ (rig.) | Marcatori | 8’ Cicino |

| Arbitro: | Roca (Foggia) |

|  |           |                             |
|  | Marcatori | 32’ M. Romano 57’ A. Romano |

| Arbitro: | Ceccarelli (Terni) |

|                           |           |               |
| Scappini 50’ Rossetti 68’ | Marcatori | 18’ Tarantino |

### Tabella riassuntiva
| Squadra 1       | Risultato     | Squadra 2           |
| --------------- | ------------- | ------------------- |
| Virtus Lanciano | 2-1           | Carpi               |
| Sorrento        | 6-0           | Catanzaro           |
| Cavese          | 0-2           | Gubbio              |
| Benevento       | 5-1           | Este                |
| Lumezzane       | 2-0           | Pomezia             |
| Salernitana     | 0-2           | Südtirol            |
| Como            | 3-1           | Guidonia Montecelio |
| Verona          | 2-0           | Casarano            |
| Monza           | 2-1 (dts)     | Virtus Entella      |
| Taranto         | 1-0           | Feralpisalò         |
| Reggiana        | 2-1 (dts)     | AlzanoCene          |
| SPAL            | 0-3(tav.)     | Trapani             |
| Alessandria     | 6-0           | Santegidiese        |
| Cosenza         | 1-1 (5-3 dcr) | Lucchese            |
| Foligno         | 3-2 (dts)     | San Marino          |
| Cremonese       | 2-1 (dts)     | Atletico Roma       |
| Ravenna         | 2-1           | Juve Stabia         |
| Ternana         | 3-1           | Spezia              |

## Secondo turno

### Risultati
| Arbitro: | Giancola (Vasto) |

|                            |           |  |
| Reginaldo 25’ Carobbio 57’ | Marcatori |  |

| Arbitro: | Corletto (Castelfranco Veneto) |

|                         |           |           |
| Altinier 34’ Cunico 87’ | Marcatori | 13’ Campo |

| Arbitro: | Baracani (Firenze) |

|               |           |                                      |
| Prandelli 77’ | Marcatori | 66’ Cellini 73’ Pisano 84’ Gambadori |

| Arbitro: | Calvarese (Teramo) |

|                                            |           |           |
| Signori 22’ Giampà 23’ Çani 51’ Stanco 89’ | Marcatori | 79’ Erpen |

| Arbitro: | Pinzani (Empoli) |

|                                            |           |                                           |
| Volpi 66’ Bianchi 92’ Cacia 77’ 84’ 120+1’ | Marcatori | 50’ Colombaretti 73’ Sacilotto 75’ Turchi |

| Arbitro: | Massa (Imperia) |

|                                      |           |               |
| Padoin 35’ Capelli 64’ Ardemagni 66’ | Marcatori | 61’ Sciaudone |

| Arbitro: | Candussio (Cervignano del Friuli) |

|                                 |           |  |
| Perna 14’ Bellazzini 70’ (rig.) | Marcatori |  |

| Arbitro: | Baratta (Salerno) |

|            |           |  |
| Degano 15’ | Marcatori |  |

| Arbitro: | Nasca (Bari) |

|                                |           |             |
| Cissé 17’ (rig.) Torri 44’ 45’ | Marcatori | 49’ Maniero |

| Arbitro: | Giacomelli (Trieste) |

|                               |           |                     |
| Tonucci 7’ Sgrigna 29’ (rig.) | Marcatori | 14’ (rig.) Clemente |

| Arbitro: | Ciampi (Roma 1) |

|                                           |           |            |
| Coralli 10’ 82’ Angella 30’ Cesaretti 42’ | Marcatori | 28’ Alessi |

| Arbitro: | Tozzi (Ostia Lido) |

|            |           |  |
| Pagano 87’ | Marcatori |  |

| Arbitro: | Merchiori (Ferrara) |

|                                     |           |               |
| Motta 10’ Gigliotti 93’ Rubino 118’ | Marcatori | 70’ Innocenti |

| Arbitro: | Ruini (Reggio Emilia) |

|            |           |  |
| Soncin 79’ | Marcatori |  |

| Arbitro: | Gallione (Alessandria) |

|                                    |           |            |
| Bruno 15’ Masucci 25’ Riccio 90+1’ | Marcatori | 45+1’ Samb |

| Arbitro: | Ostinelli (Como) |

|                                                   |           |                |
| Iunco 53’ (rig.) Obodo 99’ (rig.) Belingheri 104’ | Marcatori | 66’ Biancolino |

| Arbitro: | Cervellera (Taranto) |

|                                      |           |            |
| Mendicino 6’ Sommese 24’ Gazzola 33’ | Marcatori | 67’ Lauria |

| Arbitro: | Bagalini (Fermo) |

|                                          |           |                   |
| Lodi 33’ (rig.) Calil 55’ Di Carmine 79’ | Marcatori | 6’ (rig.) Filippi |

| Arbitro: | Palazzino (Ciampino) |

|                                                                  |           |  |
| Freddi 22’ Caridi 26’ (rig.) Turati 49’ Vitiello 58’ Guidone 71’ | Marcatori |  |

| Arbitro: | Doveri (Roma 1) |

|             |           |  |
| Zizzari 52’ | Marcatori |  |

### Tabella riassuntiva
| Squadra 1   | Risultato | Squadra 2       |
| ----------- | --------- | --------------- |
| Piacenza    | 5-3 (dts) | Virtus Lanciano |
| Modena      | 4-1       | Sorrento        |
| Grosseto    | 5-0       | Gubbio          |
| Vicenza     | 2-1       | Benevento       |
| Ascoli      | 3-1       | Lumezzane       |
| Portogruaro | 2-1       | Südtirol        |
| Crotone     | 1-0       | Triestina       |
| AlbinoLeffe | 3-1       | Pescara         |
| Como        | 1-3       | Varese          |
| Cittadella  | 2-0       | Verona          |
| Sassuolo    | 3-1       | Monza           |
| Novara      | 3-1 (dts) | Taranto         |
| Empoli      | 4-1       | Reggiana        |
| Frosinone   | 3-1       | Trapani         |
| Reggina     | 1-0       | Alessandria     |
| Torino      | 3-1 (dts) | Cosenza         |
| Atalanta    | 3-1       | Foligno         |
| Livorno     | 1-0       | Cremonese       |
| Padova      | 1-0       | Ravenna         |
| Siena       | 2-0       | Ternana         |

Note
1. ↑  Inversione di campo rispetto all'esito del sorteggio.

## Terzo turno

### Risultati
| Arbitro: | Peruzzo (Schio) |

|                      |           |            |
| Toni 82’ (rig.) 119’ | Marcatori | 53’ Freddi |

| Arbitro: | Celi (Bari) |

|              |           |  |
| Babacar 118’ | Marcatori |  |

| Arbitro: | Pierpaoli (Firenze) |

|               |           |                                        |
| Basso 34’ 44’ | Marcatori | 40’ 52’ Sy 104’ Castiglia 120’ Adiyiah |

| Arbitro: | Gava (Conegliano) |

|                                              |           |  |
| Floro Flores 21’ Corradi 26’ 57’ Angella 44’ | Marcatori |  |

| Arbitro: | Romeo (Verona) |

|           |           |  |
| Rossi 63’ | Marcatori |  |

| Arbitro: | De Marco (Chiavari) |

|  |           |               |
|  | Marcatori | 86’ Cellerino |

| Arbitro: | Gervasoni (Mantova) |

|               |           |                                             |
| Schelotto 44’ | Marcatori | 54’ Rubino 105’ Evola 111’ (rig.) Gigliotti |

| Arbitro: | Brighi (Cesena) |

|                                 |           |                             |
| Ramírez 60’ 88’ Radovanović 83’ | Marcatori | 32’ Tamburini 61’ Mazzarani |

| Arbitro: | Pinzani (Empoli) |

|              |           |  |
| Diamanti 30’ | Marcatori |  |

| Arbitro: | Candussio (Cervignano del Friuli) |

|                              |           |  |
| Nenê 32’ 45’ Acquafresca 60’ | Marcatori |  |

| Arbitro: | Guida (Torre Annunziata) |

|  |           |              |
|  | Marcatori | 54’ Piccinni |

| Arbitro: | Calvarese (Teramo) |

|                                                  |           |                                 |
| Pesce 12’ Antenucci 26’ Morimoto 56’ Spolli 117’ | Marcatori | 52’ 78’ Eusepi 77’ (rig.) Frara |

| Arbitro: | Damato (Barletta) |

|                                         |           |                         |
| Bertolacci 43’ Corvia 51’ Chevantón 61’ | Marcatori | 31’ Immobile 81’ Kamata |

| Arbitro: | Giannoccaro (Lecce) |

|                                     |           |  |
| González 8’ Kozák 36’ Bresciano 54’ | Marcatori |  |

| Arbitro: | Peruzzo (Schio) |

|                              |           |  |
| Mandelli 44’ Moscardelli 80’ | Marcatori |  |

| Arbitro: | Russo (Nola) |

|                                          |           |                  |
| Caputo 4’ Parisi 64’ (rig.) Pulzetti 70’ | Marcatori | 11’ (aut.) Rossi |

### Tabella riassuntiva
| Squadra 1  | Risultato | Squadra 2   |
| ---------- | --------- | ----------- |
| Cagliari   | 3-0       | Piacenza    |
| Bologna    | 3-2       | Modena      |
| Genoa      | 2-1 (dts) | Grosseto    |
| Vicenza    | 1-0       | Ascoli      |
| Lazio      | 3-0       | Portogruaro |
| Crotone    | 0-1       | AlbinoLeffe |
| Catania    | 4-3 (dts) | Varese      |
| Brescia    | 1-0       | Cittadella  |
| Chievo     | 2-0       | Sassuolo    |
| Cesena     | 1-3 (dts) | Novara      |
| Fiorentina | 1-0 (dts) | Empoli      |
| Frosinone  | 2-4 (dts) | Reggina     |
| Bari       | 3-1       | Torino      |
| Atalanta   | 0-1       | Livorno     |
| Udinese    | 4-0       | Padova      |
| Lecce      | 3-2       | Siena       |

## Quarto turno

### Risultati
| Arbitro: | Peruzzo (Schio) |

|                                      |           |               |
| Corradi 78’ (rig.) Floro Flores 119’ | Marcatori | 18’ Chevantón |

| Arbitro: | Gervasoni (Mantova) |

|                                |           |            |
| Toni 88’ (rig.) 92’ Destro 97’ | Marcatori | 63’ Salifu |

| Arbitro: | Russo (Nola) |

|                                        |           |  |
| Garrido 15’ Stendardo 45’ Del Nero 85’ | Marcatori |  |

| Arbitro: | Stefanini (Prato) |

|  |           |                                                 |
|  | Marcatori | 33’ (rig.) Meggiorini 84’ Ramírez 90+1’ Giménez |

| Arbitro: | Ciampi (Roma 1) |

|                                                         |           |              |
| Martinho 13’ Maxi López 55’ 86’ Pesce 58’ Antenucci 83’ | Marcatori | 18’ Feczesin |

| Arbitro: | Pierpaoli (Firenze) |

|                               |           |  |
| Granoche 24’ 35’ De Paula 82’ | Marcatori |  |

| Arbitro: | Russo (Nola) |

|                                      |           |  |
| Babacar 29’ Marchionni 44’ Cerci 47’ | Marcatori |  |

| Arbitro: | Calvarese (Teramo) |

|                                                         |           |             |
| Rana 25’ (rig.) Masiello 51’ Rivas 55’ D'Alessandro 73’ | Marcatori | 90’ Dionisi |

### Tabella riassuntiva
| Squadra 1  | Risultato   | Squadra 2   |
| ---------- | ----------- | ----------- |
| Cagliari   | 0 - 3       | Bologna     |
| Genoa      | 3 - 1 (dts) | Vicenza     |
| Lazio      | 3 - 0       | AlbinoLeffe |
| Catania    | 5 - 1       | Brescia     |
| Chievo     | 3 - 0       | Novara      |
| Fiorentina | 3 - 0       | Reggina     |
| Bari       | 4 - 1       | Livorno     |
| Udinese    | 2 - 1 (dts) | Lecce       |